# Vallejo (Merindad de Sotoscueva)
Vallejo es una entidad de población española del municipio de Merindad de Sotoscueva, perteneciente a la provincia de Burgos, en la comunidad autónoma de Castilla y León.

## Toponimia
El lugar puede aparecer referido como «Vallejo» y «Vallejo de Sotoscueva».

## Historia
Hacia mediados del siglo XIX, el lugar, ya por entonces perteneciente al ayuntamiento de Merindad de Sotoscueva, tenía contabilizada una población de veintiséis habitantes. Aparece descrito en el decimoquinto volumen del Diccionario geográfico-estadístico-histórico de España y sus posesiones de Ultramar de Pascual Madoz con las siguientes palabras:

VALLEJO DE SOTOSCUEVA: l. de la prov., aud. terr.. c. g. y dióc. de Búrgos (18 leg.), part. jud. de Villarcayo (3), ayunt. de la merindad de Sotoscueva (1/4): sit. al pie de la cordillera del Lorno, con buena ventilacion, y clima frio, pero sano; las enfermedades comunes, son catarros y pulmonias. Tiene 6 casas, y una igl. parr. (San Caprasio) servida por un cura párroco. El térm. confina N. con el monte llamado Somo de Paz; E. Quintanilla de Sotoscueva; S. la peña de Villamartin, y O. Entrambos Rios. El terreno es de mediana calidad; participa de monte y llano; y le cruzan varios caminos locales. prod.: cereales, legumbres y pastos; cria ganado vacuno y cabrío, y caza mayor y menor. pobl.: 7 vec., 26 alm. cap. prod.: 19,900 rs. imp.: 1,887.
(Madoz, 1849, p. 601)

En 2022, la entidad singular de población tenía empadronados catorce habitantes y el núcleo de población, los mismos.